# NBA 글로벌 게임
NBA 글로벌 게임(영어: NBA Global Games)은 NBA 프리시즌과 정규시즌 미국, 캐나다 이외의 나라에서 개최되는 경기이다.

## 역대 프리시즌 NBA 글로벌 게임
| 날짜             | 팀 1                    | 스코어         | 팀 2                    | 장소                                                 |
| ---------------- | ----------------------- | -------------- | ----------------------- | ---------------------------------------------------- |
| 1984년 9월 11일  | 피닉스 선스             | 148 - 121      | 뉴저지 네츠             | 팔라스포르티 디 산 시로                              |
| 1991년 10월 20일 | 마이애미 히트           | 109 - 98       | 워싱턴 불리츠           | 카니발 크리스탈 팰리스 리조트                        |
| 1992년 10월 27일 | 휴스턴 로키츠           | 104 - 102      | 댈러스 매버릭스         | 팔라시오 데 로스 데스포르테스                        |
| 1993년 10월 24일 | 뉴욕 닉스               | 103 - 93       | 휴스턴 로키츠           | 팔라시오 데 로스 데스포르테스                        |
| 1993년 10월 30일 | 마이애미 히트           | 109 - 103      | 덴버 너기츠             | 호세 미겔 아그레로트 콜리시엄                        |
| 1993년 10월 30일 | 올랜도 매직             | 120 - 95       | 애틀랜타 호크스         | 런던 아레나                                          |
| 1993년 10월 31일 | 애틀랜타 호크스         | 113 - 101      | 올랜도 매직             | 런던 아레나                                          |
| 1994년 10월 18일 | 골든스테이트 워리어스   | 132 - 116      | 샬럿 호니츠             | 팔레 옴니스포르트 드 파리 베르시                     |
| 1994년 10월 21일 | 마이애미 히트           | 104 - 99       | 애틀랜타 호크스         | 호세 미겔 아그레로트 콜리시엄                        |
| 1994년 10월 23일 | 애틀랜타 호크스         | 103 - 99       | 마이애미 히트           | 호세 미겔 아그레로트 콜리시엄                        |
| 1994년 10월 28일 | 샌안토니오 스퍼스       | 121 - 112      | 휴스턴 로키츠           | 팔라시오 데 로스 데스포르테스                        |
| 1994년 10월 28일 | 시애틀 슈퍼소닉스       | 133 - 105      | 로스앤젤레스 클리퍼스   | 팔라시오 데 로스 데스포르테스                        |
| 1994년 10월 29일 | 시애틀 슈퍼소닉스       | 124 - 95       | 샌안토니오 스퍼스       | 팔라시오 데 로스 데스포르테스                        |
| 1994년 10월 29일 | 휴스턴 로키츠           | 111 - 103      | 로스앤젤레스 클리퍼스   | 팔라시오 데 로스 데스포르테스                        |
| 1995년 10월 28일 | 샌안토니오 스퍼스       | 125 - 107      | 워싱턴 불리츠           | 팔라시오 데 로스 데스포르테스                        |
| 1995년 10월 29일 | 디트로이트 피스턴스     | 110 - 99       | 워싱턴 불리츠           | 팔라시오 데 로스 데스포르테스                        |
| 1996년 10월 18일 | 인디애나 페이서스       | 98 - 95        | 시애틀 슈퍼소닉스       | 도이칠란트할레                                       |
| 1996년 10월 20일 | 시애틀 슈퍼소닉스       | 82 - 72        | 인디애나 페이서스       | 팔라시오 뮤니시펄 데 데포르테스 산파블로             |
| 1996년 10월 26일 | 클리블랜드 캐벌리어스   | 104 - 92       | 피닉스 선스             | 팔라시오 데 로스 데스포르테스                        |
| 1996년 10월 26일 | 댈러스 매버릭스         | 107 - 102      | 유타 재즈               | 팔라시오 데 로스 데스포르테스                        |
| 1996년 10월 27일 | 유타 재즈               | 111 - 105      | 피닉스 선스             | 팔라시오 데 로스 데스포르테스                        |
| 1996년 10월 27일 | 댈러스 매버릭스         | 88 - 86        | 클리블랜드 캐벌리어스   | 팔라시오 데 로스 데스포르테스                        |
| 1999년 10월 24일 | 골든스테이트 워리어스   | 117 - 91       | 뉴저지 네츠             | 팔라시오 데 로스 데스포르테스                        |
| 2000년 10월 14일 | 필라델피아 세븐티식서스 | 84 - 80        | 워싱턴 위저즈           | 팔라시오 데 로스 데스포르테스                        |
| 2002년 10월 11일 | 마이애미 히트           | 85 - 90        | 미네소타 팀버울브스     | 팔라시오 데 로스 데포르테스 비질리오 트라비에소 소토 |
| 2003년 10월 5일  | 댈러스 매버릭스         | 85 - 90        | 유타 재즈               | 팔라시오 데 로스 데스포르테스                        |
| 2003년 10월 7일  | 필라델피아 세븐티식서스 | 79 - 86 (OT)   | 마이애미 히트           | 로베르토 클레멘테 콜로세움                           |
| 2003년 10월 8일  | 멤피스 그리즐리스       | 93 - 105       | 샌안토니오 스퍼스       | 팔레 옴니스포르트 드 파리 베르시                     |
| 2004년 10월 14일 | 새크라멘토 킹스         | 86 - 88        | 휴스턴 로키츠           | 상하이 실내 경기장                                   |
| 2004년 10월 17일 | 휴스턴 로키츠           | 89 - 91        | 새크라멘토 킹스         | 베이징 수도 체육관                                   |
| 2005년 10월 14일 | 멤피스 그리즐리스       | 101 - 91       | 마이애미 히트           | 호세 미겔 아그레로트 콜리시엄                        |
| 2006년 10월 10일 | 필라델피아 세븐티식서스 | 103 - 100      | 피닉스 선스             | 쾰르나레나                                           |
| 2006년 10월 10일 | 디트로이트 피스턴스     | 84 - 64        | 마이애미 히트           | 호세 미겔 아그레로트 콜리시엄                        |
| 2006년 10월 14일 | 골든스테이트 워리어스   | 121 - 115      | 덴버 너기츠             | 아레나 몬테레이                                      |
| 2007년 10월 6일  | 토론토 랩터스           | 85 - 89        | 보스턴 셀틱스           | 팔라로토마티카                                       |
| 2007년 10월 10일 | 보스턴 셀틱스           | 92 - 81        | 미네소타 팀버울브스     | O2 아레나                                            |
| 2007년 10월 17일 | 올랜도 매직             | 90 - 86        | 클리블랜드 캐벌리어스   | 치중포레스트 스포츠 시티 아레나                      |
| 2007년 10월 20일 | 클리블랜드 캐벌리어스   | 84 - 100       | 올랜도 매직             | 베네치아 아레나                                      |
| 2008년 10월 9일  | 뉴저지 네츠             | 100 - 98 (OT)  | 마이애미 히트           | 팔레 옴니스포르트 드 파리 베르시                     |
| 2008년 10월 12일 | 마이애미 히트           | 92 - 94        | 뉴저지 네츠             | O2 아레나                                            |
| 2008년 10월 14일 | 워싱턴 위저즈           | 80 - 96        | 뉴올리언스 호니츠       | O2 월드                                              |
| 2008년 10월 15일 | 골든스테이트 워리어스   | 94 - 98        | 밀워키 벅스             | 광저우체육관                                         |
| 2008년 10월 17일 | 밀워키 벅스             | 108 - 109      | 골든스테이트 워리어스   | 베이징 올림픽 베스킷볼 아레나                        |
| 2008년 10월 17일 | 뉴올리언스 호니츠       | 102 - 80       | 워싱턴 위저즈           | 팔라우 산 조르디                                     |
| 2009년 10월 6일  | 유타 재즈               | 101 - 102      | 시카고 불스             | O2 아레나                                            |
| 2009년 10월 8일  | 덴버 너기츠             | 104 - 126      | 인디애나 페이서스       | 타이베이 아레나                                      |
| 2009년 10월 11일 | 인디애나 페이서스       | 112 - 128      | 덴버 너기츠             | 베이징 우커쑹 스포츠센터                             |
| 2009년 10월 19일 | 필라델피아 세븐티식서스 | 116 - 94       | 피닉스 선스             | 아레나 몬테레이                                      |
| 2010년 10월 4일  | 로스앤젤레스 레이커스   | 92 - 111       | 미네소타 팀버울브스     | O2 아레나                                            |
| 2010년 10월 6일  | 뉴욕 닉스               | 100 - 106      | 미네소타 팀버울브스     | 팔레 옴니스포르트 드 파리 베르시                     |
| 2010년 10월 12일 | 샌안토니오 스퍼스       | 100 - 99       | 로스앤젤레스 클리퍼스   | 팔라시오 데 로스 데스포르테스                        |
| 2010년 10월 13일 | 뉴저지 네츠             | 81 - 91        | 휴스턴 로키츠           | 베이징 우커쑹 스포츠센터                             |
| 2010년 10월 16일 | 휴스턴 로키츠           | 95 - 85        | 뉴저지 네츠             | 광저우체육관                                         |
| 2012년 10월 7일  | 올랜도 매직             | 80 - 85        | 뉴올리언스 호니츠       | 멕시코시티 아레나                                    |
| 2012년 10월 11일 | 마이애미 히트           | 94 - 80        | 로스앤젤레스 클리퍼스   | 마스터카드 센터                                      |
| 2012년 10월 14일 | 마이애미 히트           | 89 - 99        | 로스앤젤레스 클리퍼스   | 메르세데스-벤츠 아레나                               |
| 2013년 10월 8일  | 오클라호마시티 선더     | 103 - 99       | 필라델피아 세븐티식서스 | 폰스 포유 아레나                                     |
| 2013년 10월 10일 | 휴스턴 로키츠           | 116 - 96       | 인디애나 페이서스       | SM몰 오브 아시아 아레나                              |
| 2013년 10월 12일 | 시카고 불스             | 116 - 81       | 워싱턴 위저즈           | HSBC 아레나                                          |
| 2013년 10월 13일 | 인디애나 페이서스       | 98 - 107       | 휴스턴 로키츠           | 타이베이 아레나                                      |
| 2013년 10월 15일 | 골든스테이트 워리어스   | 100 - 95       | 로스앤젤레스 레이커스   | 마스터카드 센터                                      |
| 2013년 10월 18일 | 로스앤젤레스 레이커스   | 89 - 115       | 골든스테이트 워리어스   | 메르세데스-벤츠 아레나                               |
| 2014년 10월 11일 | 클리블랜드 캐벌리어스   | 122 - 119 (OT) | 마이애미 히트           | HSBC 아레나                                          |
| 2014년 10월 12일 | 브루클린 네츠           | 97 - 95        | 새크라멘토 킹스         | 메르세데스-벤츠 아레나                               |
| 2014년 10월 15일 | 새크라멘토 킹스         | 117 - 129      | 브루클린 네츠           | 마스터카드 센터                                      |
| 2015년 10월 11일 | 로스앤젤레스 클리퍼스   | 94 - 106       | 샬럿 호니츠             | 선전 유니버시아드 스포츠 센터                        |
| 2015년 10월 14일 | 샬럿 호니츠             | 113 - 71       | 로스앤젤레스 클리퍼스   | 메르세데스-벤츠 아레나                               |
| 2016년 10월 9일  | 뉴올리언스 펠리컨스     | 117 - 123      | 휴스턴 로키츠           | 메르세데스-벤츠 아레나                               |
| 2016년 10월 12일 | 휴스턴 로키츠           | 116 - 104      | 뉴올리언스 펠리컨스     | Le스포츠 센터                                        |
| 2017년 10월 5일  | 미네소타 팀버울브스     | 111 - 97       | 골든스테이트 워리어스   | 선전 유니버시아드 스포츠 센터                        |
| 2017년 10월 8일  | 미네소타 팀버울브스     | 110 - 142      | 골든스테이트 워리어스   | 메르세데스-벤츠 아레나                               |
| 2018년 10월 5일  | 필라델피아 세븐티식서스 | 120 - 114      | 댈러스 매버릭스         | 메르세데스-벤츠 아레나                               |
| 2018년 10월 8일  | 댈러스 매버릭스         | 115 - 112      | 필라델피아 세븐티식서스 | 선전 유니버시아드 스포츠 센터                        |
| 2019년 10월 4일  | 새크라멘토 킹스         | 131 - 132      | 인디애나 페이서스       | 사르다르 발라브바이 파텔 실내 경기장                 |
| 2019년 10월 5일  | 인디애나 페이서스       | 130 - 106      | 새크라멘토 킹스         | 사르다르 발라브바이 파텔 실내 경기장                 |
| 2019년 10월 8일  | 휴스턴 로키츠           | 129 - 134      | 토론토 랩터스           | 사이타마 슈퍼 아레나                                 |
| 2019년 10월 10일 | 토론토 랩터스           | 111 - 118      | 휴스턴 로키츠           | 사이타마 슈퍼 아레나                                 |
| 2019년 10월 12일 | 브루클린 네츠           | 91 - 77        | 로스앤젤레스 레이커스   | 선전 유니버시아드 스포츠 센터                        |
| 2022년 9월 30일  | 골든스테이트 워리어스   | 96 - 87        | 워싱턴 위저즈           | 사이타마 슈퍼 아레나                                 |
| 2022년 10월 2일  | 워싱턴 위저즈           | 95 - 104       | 골든스테이트 워리어스   | 사이타마 슈퍼 아레나                                 |
| 2022년 10월 6일  | 밀워키 벅스             | 113 - 123      | 애틀랜타 호크스         | 에티하드 아레나                                      |
| 2022년 10월 8일  | 애틀랜타 호크스         | 118 - 109      | 밀워키 벅스             | 에티하드 아레나                                      |
| 2023년 10월 5일  | 댈러스 매버릭스         | 99 - 111       | 미네소타 팀버울브스     | 에티하드 아레나                                      |
| 2023년 10월 7일  | 미네소타 팀버울브스     | 104 - 96       | 댈러스 매버릭스         | 에티하드 아레나                                      |
| 2024년 10월 4일  | 보스턴 셀틱스           | 107 - 103      | 덴버 너기츠             | 에티하드 아레나                                      |
| 2024년 10월 6일  | 덴버 너기츠             | 104 - 130      | 보스턴 셀틱스           | 에티하드 아레나                                      |
| 2025년 10월 4일  | 올랜도 매직             | -              | 마이애미 히트           | 호세 미겔 아그레로트 콜리시엄                        |
| 2025년 10월 10일 | 브루클린 네츠           | -              | 피닉스 선스             | 베네치아 아레나                                      |
| 2025년 10월 12일 | 브루클린 네츠           | -              | 피닉스 선스             | 베네치아 아레나                                      |

## 역대 정규시즌 NBA 글로벌 게임
| 날짜             | 팀 1                      | 스코어         | 팀 2                      | 장소                          |
| ---------------- | ------------------------- | -------------- | ------------------------- | ----------------------------- |
| 1990년 11월 2일  | 피닉스 선스               | 119 - 96       | 유타 재즈                 | 도쿄 체육관                   |
| 1990년 11월 3일  | 유타 재즈                 | 102 - 101      | 피닉스 선스               | 도쿄 체육관                   |
| 1992년 11월 6일  | 시애틀 슈퍼소닉스         | 111 - 94       | 휴스턴 로키츠             | 요코하마 아레나               |
| 1992년 11월 7일  | 휴스턴 로키츠             | 85 - 89        | 시애틀 슈퍼소닉스         | 요코하마 아레나               |
| 1994년 11월 4일  | 포틀랜드 트레일블레이저스 | 121 - 100      | 로스앤젤레스 클리퍼스     | 요코하마 아레나               |
| 1994년 11월 5일  | 로스앤젤레스 클리퍼스     | 95 - 112       | 포틀랜드 트레일블레이저스 | 요코하마 아레나               |
| 1996년 11월 7일  | 올랜도 매직               | 108 - 95       | 뉴저지 네츠               | 도쿄 돔                       |
| 1996년 11월 9일  | 뉴저지 네츠               | 82 - 86        | 올랜도 매직               | 도쿄 돔                       |
| 1997년 12월 7일  | 휴스턴 로키츠             | 108 - 106      | 댈러스 매버릭스           | 팔라시오 데 로스 데스포르테스 |
| 1999년 11월 6일  | 미네소타 팀버울브스       | 95 - 100       | 새크라멘토 킹스           | 도쿄 돔                       |
| 1999년 11월 7일  | 새크라멘토 킹스           | 101 - 114      | 미네소타 팀버울브스       | 도쿄 돔                       |
| 2003년 10월 30일 | 로스앤젤레스 클리퍼스     | 100 - 109      | 시애틀 슈퍼소닉스         | 사이타마 슈퍼 아레나          |
| 2003년 11월 1일  | 시애틀 슈퍼소닉스         | 124 - 105      | 로스앤젤레스 클리퍼스     | 사이타마 슈퍼 아레나          |
| 2011년 3월 4일   | 토론토 랩터스             | 103 - 116      | 뉴저지 네츠               | O2 아레나                     |
| 2011년 3월 5일   | 토론토 랩터스             | 136 - 137      | 뉴저지 네츠               | O2 아레나                     |
| 2013년 1월 17일  | 뉴욕 닉스                 | 102 - 87       | 디트로이트 피스턴스       | O2 아레나                     |
| 2014년 1월 16일  | 브루클린 네츠             | 127 - 110      | 애틀랜타 호크스           | O2 아레나                     |
| 2014년 11월 12일 | 휴스턴 로키츠             | 113 - 101      | 미네소타 팀버울브스       | 멕시코시티 아레나             |
| 2015년 1월 15일  | 뉴욕 닉스                 | 79 - 95        | 밀워키 벅스               | O2 아레나                     |
| 2015년 12월 3일  | 보스턴 셀틱스             | 114 - 97       | 새크라멘토 킹스           | 멕시코시티 아레나             |
| 2016년 1월 14일  | 올랜도 매직               | 103 - 106      | 토론토 랩터스             | O2 아레나                     |
| 2017년 1월 12일  | 덴버 너기츠               | 140 - 112      | 인디애나 페이서스         | O2 아레나                     |
| 2017년 1월 12일  | 피닉스 선스               | 108 - 113      | 댈러스 매버릭스           | 멕시코시티 아레나             |
| 2017년 1월 14일  | 피닉스 선스               | 108 - 105      | 샌안토니오 스퍼스         | 멕시코시티 아레나             |
| 2017년 12월 7일  | 오클라호마시티 선더       | 95 - 100       | 브루클린 네츠             | 멕시코시티 아레나             |
| 2017년 12월 9일  | 마이애미 히트             | 101 - 89       | 브루클린 네츠             | 멕시코시티 아레나             |
| 2018년 1월 11일  | 보스턴 셀틱스             | 114 - 103      | 필라델피아 세븐티식서스   | O2 아레나                     |
| 2018년 12월 13일 | 시카고 불스               | 91 - 97        | 올랜도 매직               | 멕시코시티 아레나             |
| 2018년 12월 15일 | 유타 재즈                 | 89 - 96        | 올랜도 매직               | 멕시코시티 아레나             |
| 2019년 1월 17일  | 뉴욕 닉스                 | 100 - 101      | 워싱턴 위저즈             | O2 아레나                     |
| 2019년 12월 12일 | 댈러스 매버릭스           | 122 - 111      | 디트로이트 피스턴스       | 멕시코시티 아레나             |
| 2019년 12월 14일 | 샌안토니오 스퍼스         | 121 - 119 (OT) | 피닉스 선스               | 멕시코시티 아레나             |
| 2020년 1월 24일  | 밀워키 벅스               | 116 - 103      | 샬럿 호니츠               | 아코르 아레나                 |
| 2022년 12월 17일 | 마이애미 히트             | 111 - 101      | 샌안토니오 스퍼스         | 멕시코시티 아레나             |
| 2023년 1월 19일  | 시카고 불스               | 126 - 108      | 디트로이트 피스턴스       | 아코르 아레나                 |
| 2023년 11월 9일  | 올랜도 매직               | 119 - 120      | 애틀랜타 호크스           | 멕시코시티 아레나             |
| 2024년 1월 11일  | 브루클린 네츠             | 102 - 111      | 클리블랜드 캐벌리어스     | 아코르 아레나                 |
| 2024년 11월 2일  | 워싱턴 위저즈             | 98 - 118       | 마이애미 히트             | 멕시코시티 아레나             |
| 2025년 1월 23일  | 인디애나 페이서스         | 110 - 140      | 샌안토니오 스퍼스         | 아코르 아레나                 |
| 2025년 1월 25일  | 인디애나 페이서스         | 136 - 98       | 샌안토니오 스퍼스         | 아코르 아레나                 |
| 2025년 11월 1일  | 디트로이트 피스턴스       |                | 댈러스 매버릭스           | 멕시코시티 아레나             |
| 2026년 1월 15일  | 멤피스 그리즐리스         |                | 올랜도 매직               | 우버 아레나                   |
| 2026년 1월 18일  | 올랜도 매직               |                | 멤피스 그리즐리스         | O2 아레나                     |

## 같이 보기
- 맥도날드 챔피언십
- 네이스미스 컵